# جيوردانو مكاروني
جيوردانو مكاروني (بالإيطالية: Giordano Maccarone)‏ (9 أبريل 1990 بقطانية في إيطاليا - ) هو لاعب كرة قدم إيطالي في مركز الدفاع. لعب مع نادي سافونا ‏.

## وصلات خارجية
- جيوردانو مكاروني على موقع قاعدة بيانات كرة القدم.إي يو (الإنجليزية)
- جيوردانو مكاروني على موقع Soccerway.com (الإنجليزية)
- جيوردانو مكاروني على موقع AS.com (الإسبانية)